# Kuusibeek
Kuusibeek, Zweeds - Fins: Kuusioja, is een beek in het noorden van Zweden, krijgt water uit een moeras ten zuiden van de Kuusiberg, Kuusivaara, stroomt door de  gemeente Pajala, moet daarbij om de heuvels in de omgeving heen heen, komt in de Muonio uit en is ongeveer drie kilometer lang. 
Afwatering: Kuusibeek → Muonio → Torne → Botnische Golf